# ヘイデン・ペン
ヘイデン・アンドリュー・ペン（Hayden Andrew Penn , 1984年10月13日 - ）は、アメリカ合衆国カリフォルニア州サンディエゴ出身の元プロ野球選手（投手）。

## 経歴
2002年のMLBドラフト5巡目でボルチモア・オリオールズから指名を受け、プロ入り。
2005年にメジャーデビューを果たし、先発投手として8試合に登板。防御率は6.00を超えたが、3勝をマーク。
2007年、2008年はメジャーでの登板がなかった。
2009年4月1日、ロバート・アンディーノとの交換トレードでフロリダ・マーリンズに移籍。
2010年3月、マーリンズからウェーバーにかけられピッツバーグ・パイレーツが獲得。ペン自身初の開幕ロースター入りを果たす。しかし、開幕直後から打ち込まれ、ウェーバーにかけられるも獲得球団がなく、傘下のAAA、インディアナポリスに降格。同年7月22日、千葉ロッテマリーンズが獲得を発表した。
同年8月8日の対オリックス戦で、ロッテの外国人投手としては1997年のマイク・フィアリー以来、3人目の初登板初先発初勝利を記録した。しかし、その後は勝ち星に恵まれず、同年9月4日の対日本ハム戦（千葉マリンスタジアム）ではダルビッシュ有と投げ合い、18個の内野ゴロを打たせるなど10回無失点の快投を見せるも勝ち星はつかず、シーズン中は上記の1勝に終わった。しかし、中日との日本シリーズでは第5戦で先発すると、6回途中2失点の快投で見事勝ち星を挙げた。
2011年は右肘の違和感のため5月にアメリカに帰国し、肘のクリーニング手術を受けた。9月には一軍に復帰したものの、登板は4試合にとどまった。
2012年は4月18日の対楽天戦でシーズン初勝利をあげるも、5月2日の対オリックス戦を最後に一軍登板が無く4試合の登板に留まった。11月30日に球団から来季の契約を更新しないことが発表された。
2013年はアトランティックリーグのブリッジポート・ブルーフィッシュでプレーする。

## プレースタイル
最速94mph（約151km/h）の速球が投球割合の7割を占める本格派で、他の持ち球はナックルカーブとチェンジアップ、ツーシーム。マイナーでは高い奪三振率を誇るが、メジャーでは制球難に苦しんだ。

## 詳細情報

### 年度別投手成績
| 年 度    | 球 団    | 登 板 | 先 発 | 完 投 | 完 封 | 無 四 球 | 勝 利 | 敗 戦 | セ 丨 ブ | ホ 丨 ル ド | 勝 率 | 打 者 | 投 球 回 | 被 安 打 | 被 本 塁 打 | 与 四 球 | 敬 遠 | 与 死 球 | 奪 三 振 | 暴 投 | ボ 丨 ク | 失 点 | 自 責 点 | 防 御 率 | W H I P |
| -------- | -------- | ----- | ----- | ----- | ----- | -------- | ----- | ----- | -------- | ----------- | ----- | ----- | -------- | -------- | ----------- | -------- | ----- | -------- | -------- | ----- | -------- | ----- | -------- | -------- | ------- |
| 2005     | BAL      | 8     | 8     | 0     | 0     | 0        | 3     | 2     | 0        | 0           | .600  | 178   | 38.3     | 46       | 6           | 21       | 3     | 0        | 18       | 3     | 1        | 30    | 27       | 6.34     | 1.75    |
| 2006     | BAL      | 6     | 6     | 0     | 0     | 0        | 0     | 4     | 0        | 0           | .000  | 112   | 19.2     | 38       | 8           | 13       | 0     | 2        | 8        | 0     | 0        | 33    | 33       | 15.10    | 2.59    |
| 2009     | FLA      | 16    | 1     | 0     | 0     | 0        | 1     | 0     | 0        | 1           | 1.000 | 120   | 22.0     | 30       | 3           | 20       | 2     | 2        | 27       | 1     | 0        | 27    | 19       | 7.77     | 2.27    |
| 2010     | PIT      | 3     | 0     | 0     | 0     | 0        | 0     | 0     | 0        | 0           | ----  | 16    | 2.1      | 8        | 0           | 3        | 0     | 0        | 0        | 1     | 0        | 8     | 8        | 30.86    | 4.71    |
| 2010     | ロッテ   | 8     | 8     | 0     | 0     | 0        | 1     | 3     | 0        | 0           | .250  | 193   | 46.1     | 45       | 6           | 16       | 0     | 2        | 27       | 0     | 0        | 21    | 19       | 3.69     | 1.32    |
| 2011     | ロッテ   | 4     | 4     | 0     | 0     | 0        | 2     | 2     | 0        | 0           | .500  | 111   | 26.0     | 26       | 1           | 6        | 0     | 0        | 15       | 1     | 0        | 13    | 10       | 3.46     | 1.23    |
| 2012     | ロッテ   | 4     | 4     | 0     | 0     | 0        | 1     | 2     | 0        | 0           | .333  | 87    | 20.1     | 21       | 0           | 7        | 0     | 0        | 15       | 1     | 0        | 11    | 9        | 3.98     | 1.38    |
| MLB：4年 | MLB：4年 | 33    | 15    | 0     | 0     | 0        | 4     | 6     | 0        | 1           | .400  | 426   | 82.1     | 122      | 17          | 57       | 5     | 4        | 53       | 5     | 1        | 98    | 87       | 9.51     | 2.17    |
| NPB：3年 | NPB：3年 | 16    | 16    | 0     | 0     | 0        | 4     | 7     | 0        | 0           | .364  | 391   | 92.2     | 92       | 7           | 29       | 0     | 2        | 57       | 2     | 0        | 45    | 38       | 3.69     | 1.31    |

- 2012年度シーズン終了時

### 記録
NPB
- 初登板・初先発・初勝利：2010年8月8日、対オリックス・バファローズ15回戦（スカイマークスタジアム）、5回1失点
- 初奪三振：同上、3回裏に金子圭輔から空振り三振

### 背番号
- 49 （2005年 - 2006年）
- 48 （2009年）
- 62 （2010年 - 同年途中）
- 44 （2010年途中 - ）